# Манумбу (заказник)
Манумбу (Manombo Reserve) — заповедник (заказник по IV категории МСОП) специального назначения Мадагаскара, расположенный в районе селения Манумбу (Manombo), что в 27 км от города Фарафангана. Особо охраняемая территория Манумбу была выделена указом от 12 мая 1962 года на площади 5320 га в составе двух кластерных участков 2800 га к северо-западу от деревни Манумбу и 2520 га с юго юго-востока от этой деревни. В 1967 площадь была сокращена на 240 га.

## Природа
Охраняемая природная территория Манумбу расположена на юго-восточном побережье Мадагаскара зоне влажных тропических лесов. Через территорию заказника протекают множество рек и ручьев, из них наиболее полноводными являются Такоандра и Менацимба.
Климат жаркий и влажный. Среднегодовая температура составляет 23 °С. В июне и июле температура воздуха может опускаться до 13 °С. Самый тёплый месяцы январь и февраль, воздух может прогреваться до 31 °С. Среднегодовое количество осадков составляет 2706 мм. Самый влажный месяц март. Часто формируются тропические циклоны. 24 января 1997 года на эту территорию обрушился циклон Гретель. Порывы воздуха достигали скорости 450 км в час.
На территории заказника распространены красно-ферралитные почвы, которые характеризуются низким содержанием кремнёзема и высоким содержанием оксида железа. Около побережья встречаются торфяные почвы, обогащённые сульфидами.
Уникальными растительными сообществами заказника являются леса из Intsia bijuga. Это растение из семейства бобовых высотой до 50 м широко распространено в тропической зоне, но является уязвимым видом. Во влажных лесах встречается эндемичное для Мадагаскара древесное растение из семейства вьюнковых Humbertia madagascariensis, высотой до 30 м. Кроме Манумбу оно встречается только в окрестностях города Толанаро, расположенного на 200 км южнее. Древесина этого дерева очень твёрдая и прочная, используется для изготовления паркета, игрушек, кузовов автомобилей, железнодорожных шпал и др.. В 2012 году с территории Манумбу описан вид Argomuellera pumila из семейства малочайных.
На территории обитают руконожка и несколько видов лемуров, в том числе Eulemur fulvus, Eulemur cinereiceps, Varecia variegata. Многие из них уязвимые или находятся на грани уничтожения. В 1994 году открыты новые виды рыб из родов Pantanodon (Poecillidae), Bedotia (Bedotiidae) и Paratilapia (Cichlidae). Эндемичными земноводными являются лягушки Mantella bernhardi из семейства Mantellidae и Anodonthyla theoi из семейства Microhylidae На территории заказника обитает 52 вида наземных улиток. Из хищных млекопитающих встречается кольцехвостый мунго и фосса.